# Завидово (национальный парк)
Зави́дово — национальный парк Российской Федерации, расположенный на территории Московской и Тверской областей в пределах Верхневолжской низменности. Завидовский заповедник основан в 1972 году (организован на базе охотничьего хозяйства, существовавшего с 1929) в 150 км от Москвы. Площадь парка составляет 125 тыс. га (более 79 тыс. га занимают леса, более 17 тыс. га луга, водоёмы — около 1100 га).

## Описание

Конаково. Национальный парк «Завидово».

Рельеф равнинно-моренный, средняя высота местности меньше 150 м над уровнем моря. По территории госкомплекса протекает несколько рек, наиболее крупные — Шоша, Лама, Яуза. Берега рек низкие, широко распространены болота, много озёр. В состав госкомплекса входит Шошинский плёс Московского моря (Иваньковского водохранилища на Волге). На территории парка находится государственная резиденция «Русь» Президента России, а также научно-опытное хозяйство. Территория подразделяется на три категории: особо охраняемая, охраняемая и не охраняемая.
В границах национального парка расположено 90 населённых пунктов, где проживает 20 тыс. человек.
Территория госкомплекса занята смешанными лесами, болотами, заболоченными участками. Растительность представлена хвойными, смешанными и лиственными лесами, лугами, водной растительностью мелководий. В лесах преобладают берёза, сосна, ель; часто встречаются осина и ольха. Животный мир богат, в парке насчитывается до 41 вида млекопитающих; в лесах обитает много ценных охотничьих зверей: лось, зайцы беляк и русак, лисица, кабан, косуля, ласка, горностай, бурый медведь, рысь; из птиц — глухарь, тетерева, рябчик, серая куропатка; на водоёмах (особенно на Шошинском плёсе) в больших количествах гнездятся водоплавающая дичь — кряква, чирки трескунок и свистунок, широконоска, шилохвость, красноголовый нырок, гоголь, хохлатая чернеть. Из рыб водятся: лещ, сазан, густера, краснопёрка, язь, линь, судак, щука, окунь, жерех, налим. Интродуцированы марал, пятнистый олень, бобр.

## История
В 1920-х годах в местные леса на весенние охоты любил приезжать В. Ленин. 5 июля 1929 г. в окрестностях посёлка Козлово было создано Завидовское военно-охотничье хозяйство Московского военного округа с лесным массивом площадью около 13 тыс. га. В 1931 г. оно получило официальный статус военно-охотничьего хозяйства. В 1935 году из Нальчика и с Дальнего Востока, а в 1941 году — из Латвии в него завезли марала, пятнистого оленя и кабанов.
1 августа 1951 г. по распоряжению Сталина военно-охотничье хозяйство было расформировано и его земельные угодья были переданы в собственность Козловской суконной фабрике.
В начале 1960-х годов было принято решение вновь создать в Завидове показательное охотничье хозяйство. Гостями заповедника во время визитов в СССР были Иосип Броз Тито, Фидель Кастро, Эрих Хонеккер, президент Финляндии Урхо Кекконен, Янош Кадар. В период руководства Никиты Хрущёва и Леонида Брежнева территория постоянно расширялась.
Для Брежнева в посёлке Козлово был построен 2-этажный коттедж, отделанный внутри и снаружи гранитом, мрамором, ценными породами дерева, терем из соснового бруса, а также гостиница на двенадцать номеров «люкс» с кинозалом и бильярдом. Брежнев очень любил охотиться в «Завидово». Охоту в «Завидово» обслуживали 463 военнослужащих. Убитая дичь увозилась в Козлово, где был оборудован колбасно-коптильный цех, работники которого разделывали трофеи и готовили из них колбасу и тушёнку. Членам Политбюро ЦК КПСС, кандидатам в члены Политбюро и секретарям ЦК КПСС к праздникам офицеры фельдегерской связи привозили окорока и другие копчёности, свежее мясо, охотничьи колбаски в керамических бочонках, дичь, отборную рыбу, мед, ягоды.
Охрану ГК «Завидово» обеспечивал специальный батальон бригады охраны Министерства обороны СССР, а также сотрудники 9-го Главного управления КГБ СССР, с ноября 2006 года совместно с сотрудниками Федеральной службы охраны РФ круглосуточную службу в загородной резиденции президента РФ «Русь» несут сотрудники ОМОН Управления Росгвардии по Тверской области.
В начале 1970-х годов началась реконструкция и возведение новых сооружений. Строительство курировал лично маршал А. А. Гречко.
В 1971 году на базе Завидовского охотничьего хозяйства Министерства обороны СССР был создан государственный научно-опытный заповедник.
В феврале 1992 года президент РФ Борис Ельцин распорядился создать Государственный комплекс «Завидово», включающий в себя национальный парк и официальную загородную резиденцию президента «Русь». Этим же распоряжением комплекс был подчинён Федеральной службе охраны РФ. 18 августа 1996 года указом Президента РФ за государственным комплексом «Завидово» был утвержден статус резиденции Президента РФ.